# Pismo Filemonu
Pismo Filemonu je knjiga Nove zaveze in eno od pisem, ki jih je napisal apostol Pavel. Je eno najkrajših besedil Svetega Pisma in najkrajše Pavlovo pismo.
Pavel, ki piše iz ječe, izrazi naklonjenost novo spreobrnjenemu sužnju Onezimu in prosi Filemona, naj ga sprejme s pravo krščansko ljubeznijo, ki odpravlja ovire med zasužnjenimi in svobodnimi.

## Nastanek
Pismo Filemonu je neizpodbitno Pavlovo delo. V prvih vrsticah pisma je jasno razvidno, da je namenjeno Filemonu, Apiji, Arhipi in celotni Cerkvi, ki se je zbirala v Filemonovi hiši.
V prvih vrsticah prav tako izvemo, da je Pavel, v času pisanja tega pisma, jetnik. Ta podatek nam pove, da je pismo moralo nastati v Efezu, Cezareji ali Rimu. Če je pismo nastalo v Efezu, je bilo napisano okoli leta 55. Nastanek v Cezareji bi pomenil čas med letoma 58 in 60. Rim pa nam daje časovni okvir med 61 in 63. Največ strokovnjakov je mnenja, da je pismo Filemonu nastalo v času Pavlovega jetništva v Efezu okoli leta 55.

## Vsebina
Pismo Filemonu je pisemska poslanica in je sestavljeno iz enega poglavja, ki vsebuje 25 vrstic.

### Zgradba
- 1–3: naslov s pozdravom.
- 4–7: zahvala, s katero Pavel polaska Filemonu.
- 8–16: prvi del jedra. Pavel prosi Filemona, naj sprejme Onezima ne kot svojega sužnja ampak kot brata v Kristusu.
- 17–22: drugi del jedra. Pavel obljubi, da bo poravnal vse Onezimove dolgove.
- 23–25: pozdrav in blagoslov (Brown 2008, 503).

### Tematika
Pavel in suženjstvo
Pavel v pismu Filemonu prosi za ljubeč sprejem sužnja Onezina, čeprav o suženjstvu kot takem pri tem ne sodi. Tako kot pri ostalih besedilih Svetega Pisma je tudi pri pismu Filemonu potrebno razumeti zgodovinske okoliščine. Kristjani tistega časa so živeli v pričakovanju drugega Kristusovega prihoda in se posvečali predvsem širjenju evangelija (Brown 2008, 506–507).
Rimsko suženjstvo je bilo zelo drugačno od suženjstva v zadnjih stoletjih. Sužnji niso bili le ene rase in največ sužnjev je bilo pravzaprav vojnih ujetnikov, ki so se lahko osvobodili oz. so lahko bili osvobojeni in postali rimski državljani. Obenem so lahko sužnji v antičnem Rimu opravljali visoko spoštovane poklice, kot sta učiteljstvo ali pesništvo.
Prvi kristjani so bili premajhna skupnost, da bi lahko izničili suženjstvo v Rimskem imperiju, za katerega je bilo suženjstvo integralno. Kljub temu so v tem času pridobili nekaj pravic, ki so jih uživali svobodni (npr. pravica do poroke in pravičnega sojenja).(Redemption Gateway 2018)
Vendar Pavel v drugih pismih jasno pove, da smo vsi krščeni v Kristusu in smo v njem vsi enaki. ''Ni ne Juda ne Grka, ni ne sužnja ne svobodnjaka, ni ne moškega in ne ženske: kajti vsi ste eden v Kristusu Jezusu" (Gal 3,28).

## Sklica
1. ↑  »Letter of Paul to Philemon | Summary & Facts | Britannica«. www.britannica.com (v angleščini). Pridobljeno 13. septembra 2022.
2. ↑  Simmons, Luke (21. september 2018). »Why Doesn't the Apostle Paul Speak Against Slavery?«. Gateway (v ameriški angleščini). Arhivirano iz prvotnega spletišča dne 13. septembra 2022. Pridobljeno 13. septembra 2022.